# Nihat Kahveci
Nihat Kahveci (Estambul, 23 de noviembre de 1979), conocido simplemente como Nihat, es un exfutbolista turco. Su último equipo fue el Beşiktaş de Turquía.

## Trayectoria

### Besiktas sus inicios
La carrera de Nihat comenzó en muy joven en el Besiktas. Debutó con 17 años en el conjunto turco y anotó 27 goles en tres temporadas y media. En esa etapa, coincidió en el equipo con John Benjamin Toshack relación que sería determinante en su carrera deportiva.

### Real Sociedad cumbre de su carrera
Por solicitud del ya entonces entrenador de la Real Sociedad John Benjamin Toshack —conocía al futbolista al haberlo dirigido en el Beşiktaş de Turquía— fue contratado por la Real Sociedad en la temporada 2001-2002. El pase al conjunto español se demoró hasta diciembre, casi hasta la mitad del desarrollo del certamen, debido a una lesión en una de sus rodillas. Durante la primera temporada el rendimiento del deportista no alcanzó el nivel que aguardaba la afición en parte porque Toshack jugaba con un delantero y ese entonces era Darko Kovačević y Nihat que tuvo que jugar como extremo derecho debido a las carencias ofensivas del equipo por entonces. Ello motivó que se le cuestione a Toshack la solicitud de la incorporación del jugador al equipo.
Sin embargo, luego respondió a las expectativas puesto que en los 131 partidos que jugó en la liga de Primera División para el equipo de San Sebastián marcó 57 goles. Con esa institución consiguió un subcampeonato en la temporada 2002-2003 y compartió el segundo lugar en la lista goleadores de la temporada —igualando en tantos con Ronaldo— tras la conversión de 23 goles, contribuyendo con ellos a que la Real Sociedad jugara la temporada siguiente la Champions League.
Las temporadas siguientes fueron muy buenas también aunque no tan espectaculares. En las tres temporadas siguientes, promedió más de 10 goles por temporada divididos en 13 goles en 2004, 14 el 2005 y 7 goles en 2006. Esa última temporada, ya con la Real en horas bajas y económicamente fatal, tuvo más trascendencia el deseo de la directiva (denonerreala dirigida por Miguel Fuentes) de venderlo en contra de su propio deseo de renovar con el equipo. Al final del 2006 acabó su contrato y el Villarreal se llevó sus derechos a cambio de 4,5 millones de euros como prima a pesar de acabar el contrato (ya que la Real tenía derechos de formacíon por haberlo tenido antes de los 23 años)

### Villarreal, Turquía y retirada
Tras el fin del contrato con la Real Sociedad, en 2006 pasó al Villarreal. Con ese equipo obtuvo el subcampeonato de la liga 2007-2008 el 2.º de su carrera. El 27 de junio de 2009 es traspasado al Beşiktaş turco. Sin embargo, su segunda etapa en el conjunto turco estuvo marcada por las lesiones, la falta de regularidad y los conflictos con sus compañeros. Por estas causas, en mayo de 2011 el club rescindió el vínculo contractual que expiraba en 2013.
Posteriormente, la Real Sociedad, y  Los Angeles Galaxy, de Estados Unidos, manifestaron interés por contar con los servicios del futbolista. Finalmente, el 20 de enero de 2012 anunció su retiro del fútbol profesional tras catorce temporadas en equipos de asociaciones pertenecientes a ligas europeas.
Actualmente es uno de los entrenadores del juvenil A del Villareal CF, el 21 de abril de 2013, el juvenil A, quedó campeón en división de Honor al empatar contra el Real Murcia a un gol.

## Selección nacional
Ha sido internacional con la Selección de fútbol de Turquía en 69 ocasiones, anotando 19 goles.

### Participaciones en Copas del Mundo
| Mundial                        | Sede                  | Resultado    |
| ------------------------------ | --------------------- | ------------ |
| Copa Mundial de Fútbol de 2002 | Corea del Sur y Japón | Tercer lugar |

### Participaciones en Eurocopas
| Mundial       | Sede            | Resultado   |
| ------------- | --------------- | ----------- |
| Eurocopa 2008 | Austria y Suiza | Semifinales |

## Estadísticas

### Clubes
Datos actualizados al fin de la carrera deportiva.
| Club                   | Temporada           | Liga  | Liga  | Copas (1) | Copas (1) | Internacional (2) | Internacional (2) | Total (3) | Total (3) | Promedio |
| Club                   | Temporada           | Part. | Goles | Part.     | Goles     | Part.             | Goles             | Part.     | Goles     | Promedio |
| ---------------------- | ------------------- | ----- | ----- | --------- | --------- | ----------------- | ----------------- | --------- | --------- | -------- |
| Beşiktaş Turquía       | 1997-1998           | 11    | 2     | 5         | 1         | 0                 | 0                 | 16        | 3         | 0,19     |
| Beşiktaş Turquía       | 1998-1999           | 28    | 7     | 8         | 1         | 0                 | 0                 | 36        | 8         | 0,22     |
| Beşiktaş Turquía       | 1999-2000           | 32    | 7     | 1         | 1         | 2                 | 0                 | 35        | 8         | 0,23     |
| Beşiktaş Turquía       | 2000-2001           | 32    | 5     | 3         | 1         | 8                 | 3                 | 43        | 9         | 0,21     |
| Beşiktaş Turquía       | 2001-2002           | 13    | 6     | 1         | 0         | -                 | -                 | 14        | 6         | 0,43     |
| Beşiktaş Turquía       | Total               | 116   | 27    | 18        | 4         | 10                | 3                 | 144       | 34        | 0,24     |
| Real Sociedad · España | 2001-2002           | 11    | 1     | 0         | 0         | -                 | -                 | 11        | 1         | 0,09     |
| Real Sociedad · España | 2002-2003           | 35    | 23    | 1         | 0         | -                 | -                 | 36        | 23        | 0,64     |
| Real Sociedad · España | 2003-2004           | 32    | 14    | 0         | 0         | 8                 | 0                 | 40        | 14        | 0,35     |
| Real Sociedad · España | 2004-2005           | 23    | 13    | 0         | 0         | -                 | -                 | 23        | 13        | 0,57     |
| Real Sociedad · España | 2005-2006           | 32    | 7     | 0         | 0         | -                 | -                 | 32        | 7         | 0,22     |
| Real Sociedad · España | Total               | 133   | 58    | 1         | 0         | 8                 | 0                 | 142       | 58        | 0,41     |
| Villarreal · España    | 2006-2007           | 9     | 0     | 2         | 3         | -                 | -                 | 11        | 3         | 0,27     |
| Villarreal · España    | 2007-2008           | 34    | 18    | 2         | 0         | 6                 | 3                 | 42        | 21        | 0,5      |
| Villarreal · España    | 2008-2009           | 19    | 0     | 0         | 0         | 5                 | 0                 | 24        | 0         | 0,00     |
| Villarreal · España    | Total               | 62    | 18    | 4         | 3         | 11                | 3                 | 77        | 24        | 0,31     |
| Beşiktaş Turquía       | 2009-2010           | 23    | 3     | 4         | 2         | -                 | -                 | 27        | 5         | 0,19     |
| Beşiktaş Turquía       | 2010-2011           | 11    | 0     | 2         | 0         | 6                 | 4                 | 19        | 4         | 0,21     |
| Beşiktaş Turquía       | Total               | 34    | 3     | 5         | 2         | 6                 | 4                 | 45        | 9         | 0,20     |
| Total de su carrera    | Total de su carrera | 345   | 106   | 29        | 9         | 35                | 10                | 409       | 125       | 0,31     |

## Palmarés

### Campeonatos nacionales
| Título          | Club        | País    | Año  |
| --------------- | ----------- | ------- | ---- |
| Copa de Turquía | Beşiktaş JK | Turquía | 1998 |
| Copa de Turquía | Beşiktaş JK | Turquía | 2011 |